# ریشه‌های تکیه‌گاه

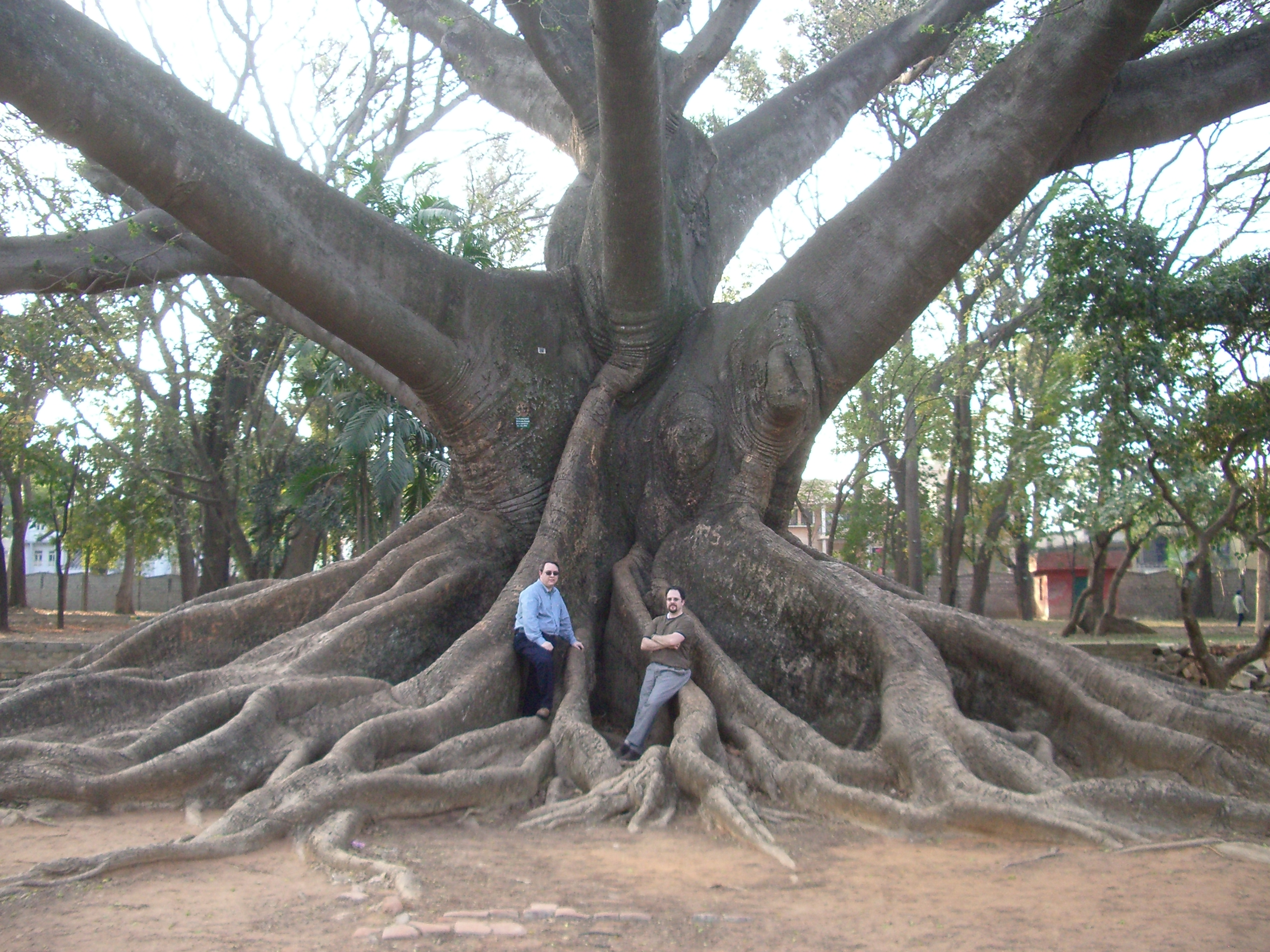
ریشه‌های تکیه‌گاه یک کاپوک عظیم پنبه‌ای ابریشم در باغ‌های لال باغ در بنگلور (بنگالور)، هند

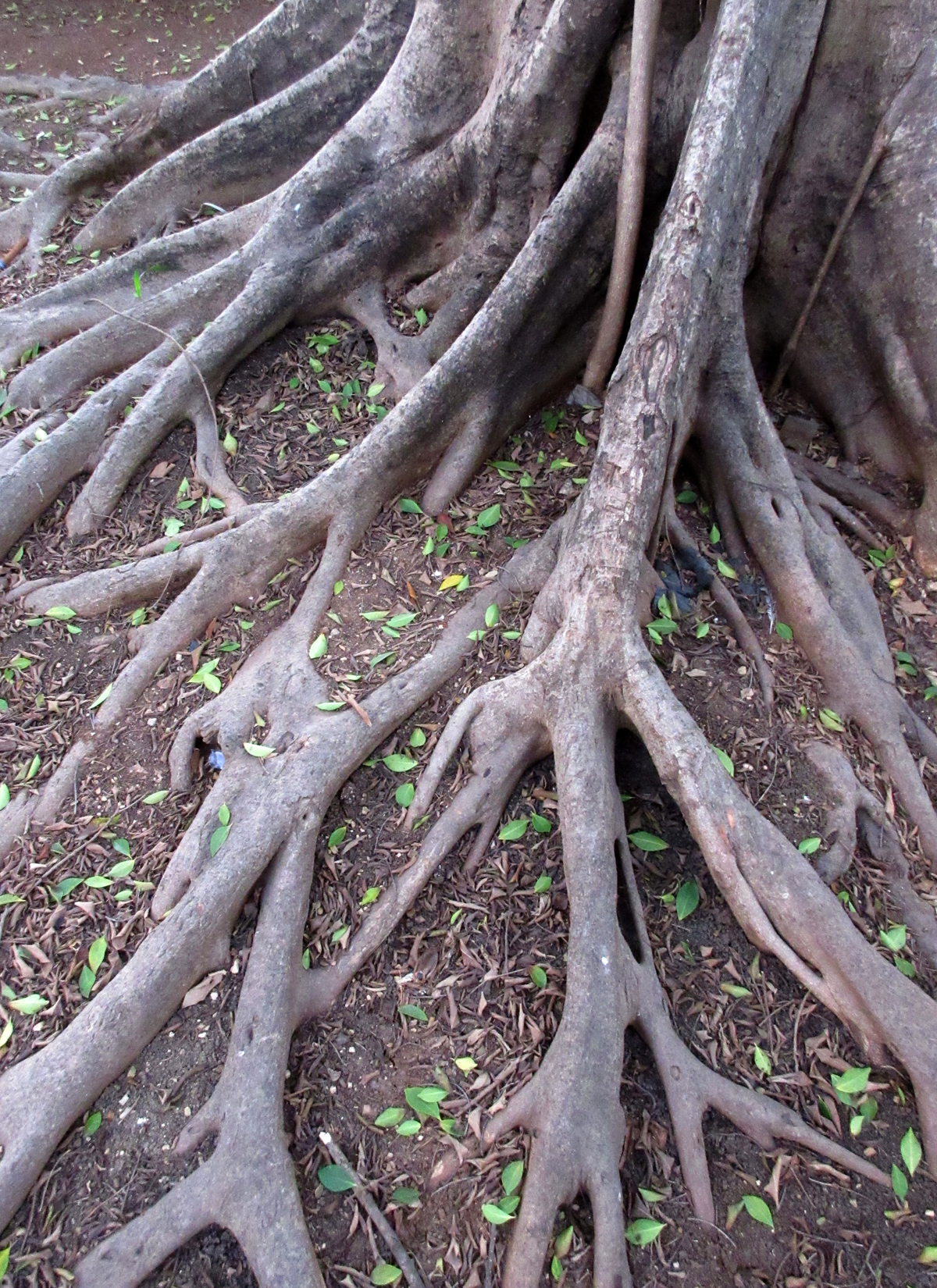
یک سیستم ریشه تکیه‌گاه پشتیبانی ساختاری را فراهم می‌کند.

ریشه‌های تکیه‌گاه (انگلیسی: Buttress root)، که به‌عنوان ریشه‌های پشت‌بند نیز شناخته می‌شوند، ریشه‌های بزرگ و گسترده‌ای هستند که در همه طرف‌های درختی با ریشه‌های کم عمق قرار دارند. به‌طور معمول، آنها در خاک‌های جنگل‌های استوایی فقیر از مواد مغذی یافت می‌شوند که ممکن است خیلی عمیق نباشند. آنها ممکن است از افتادن درخت جلوگیری کنند (از این رو نام آن تکیه‌گاه است).
تکیه‌گاه‌ها عناصر کششی هستند که در کناره‌ها به دور از تنش سایبان‌های نامتقارن بزرگ‌تر هستند. ریشه‌ها ممکن است با ریشه‌های تکیه‌گاه درختان دیگر در هم تنیده شده و شبکه‌ای پیچیده ایجاد نمایند که خود به حمایت از درختان اطراف آن کمک کند. آنها می‌توانند ۹ متر قد رشد کنند و ۳۰ متر در بالای خاک و سپس ۳۰ متر دیگر در زیر زمین پخش شوند. هنگامی که ریشه‌ها به‌صورت افقی پخش می‌شوند می‌توانند منطقه وسیع‌تری را برای جمع‌آوری مواد مغذی پوشش دهند.
آنها در نزدیکی لایه بالایی خاک می‌مانند زیرا تمام مواد مغذی اصلی در آنجا یافت می‌شود. اندازه ریشه‌های پایه‌دار بسیار متفاوت است، از سطحی که به سختی قابل تشخیص است تا چندین متر مربع.
بزرگترین انجیر برگ‌درشت در فیگ تری پاکت (Fig Tree Pocket) (منطقه ای دورافتاده در بریزبن، کوئینزلند) است که در سال ۱۸۶۶ با یک مرد بالغ عکس گرفته شد. طول تکیه‌گاه‌ها ۱۲ تا ۱۵ متر و ارتفاع ۱۱ تا ۱۲ متر بود. نیمی از تکیه‌گاه دو برابر قد مرد است. این درخت در سال ۱۸۹۳ در اثر سیل از بین رفت.
بلندترین تکیه‌گاه‌ها مربوط به هابرودندرون داکی (Huberodendron duckei) از پنجه‌درختان در حوضه آمازون است که تا ارتفاع ۲۱ متر تا بالای درختی در حدود ۴۴ متر ارتفاع دارد.
گسترده‌ترین تکیه‌گاه‌ها مربوط به درخت کاپوک، یا درخت پنبه ابریشم در قلمرو نوحاره‌ای و مناطق گرمسیری آفریقا است. تکیه‌گاه‌ها می‌توانند تا ۲۰ متر از درخت به‌عنوان تکیه‌گاه به سمت بیرون کشیده شوند، سپس به‌عنوان ریشه‌های سطحی در مجموع ۵۰ متر ادامه پیدا کنند.

## درختان نمونه قابل‌توجه و تاریخی با ریشه‌های تکیه‌گاه
- درخت کاپوک در ویکس، پورتوریکو
- انجیر برگ‌درشت در کوئینزلند، استرالیا
- نان صحرایی در هند
- درخت ارجون در هند

## نگارخانه

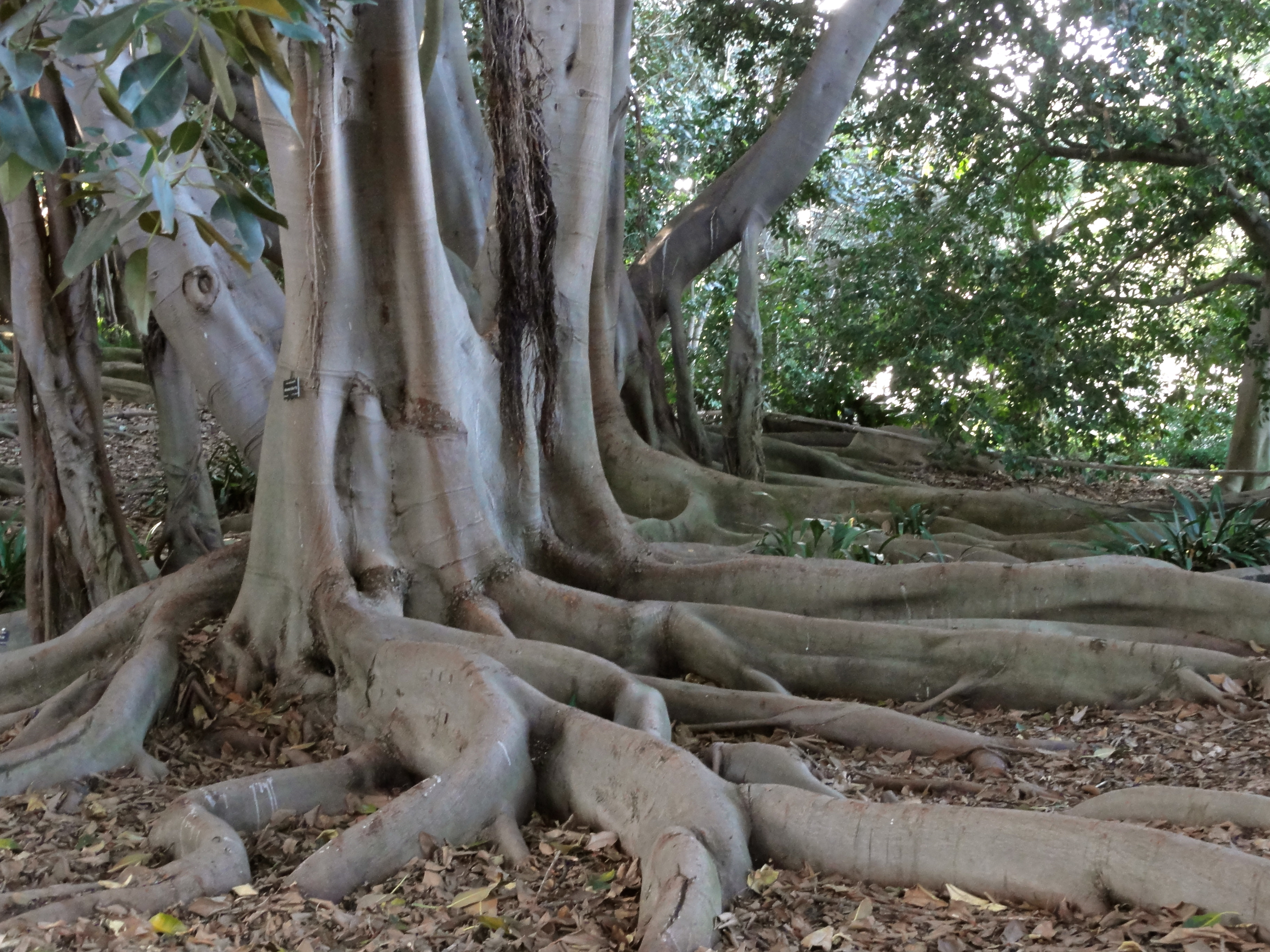
ریشه‌های تکیه‌گاه درخت انجیر خلیج در باغ گیاه‌شناسی ساحل جنوبی در پالو وردس، کالیفرنیا
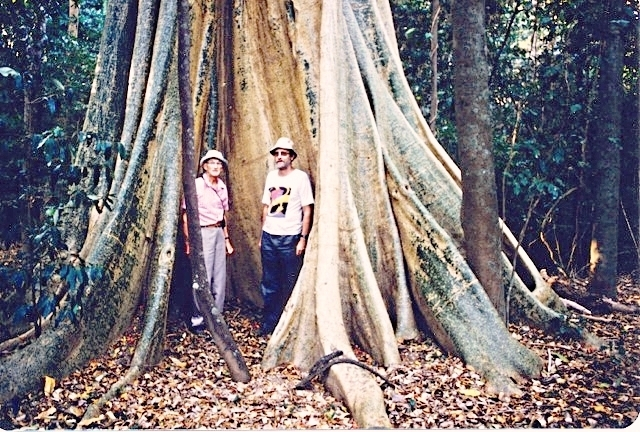
ریشه‌های تکیه‌گاه. تقاطع جنسن در نزدیکی کوک تاون، استرالیا. ۱۹۸۸
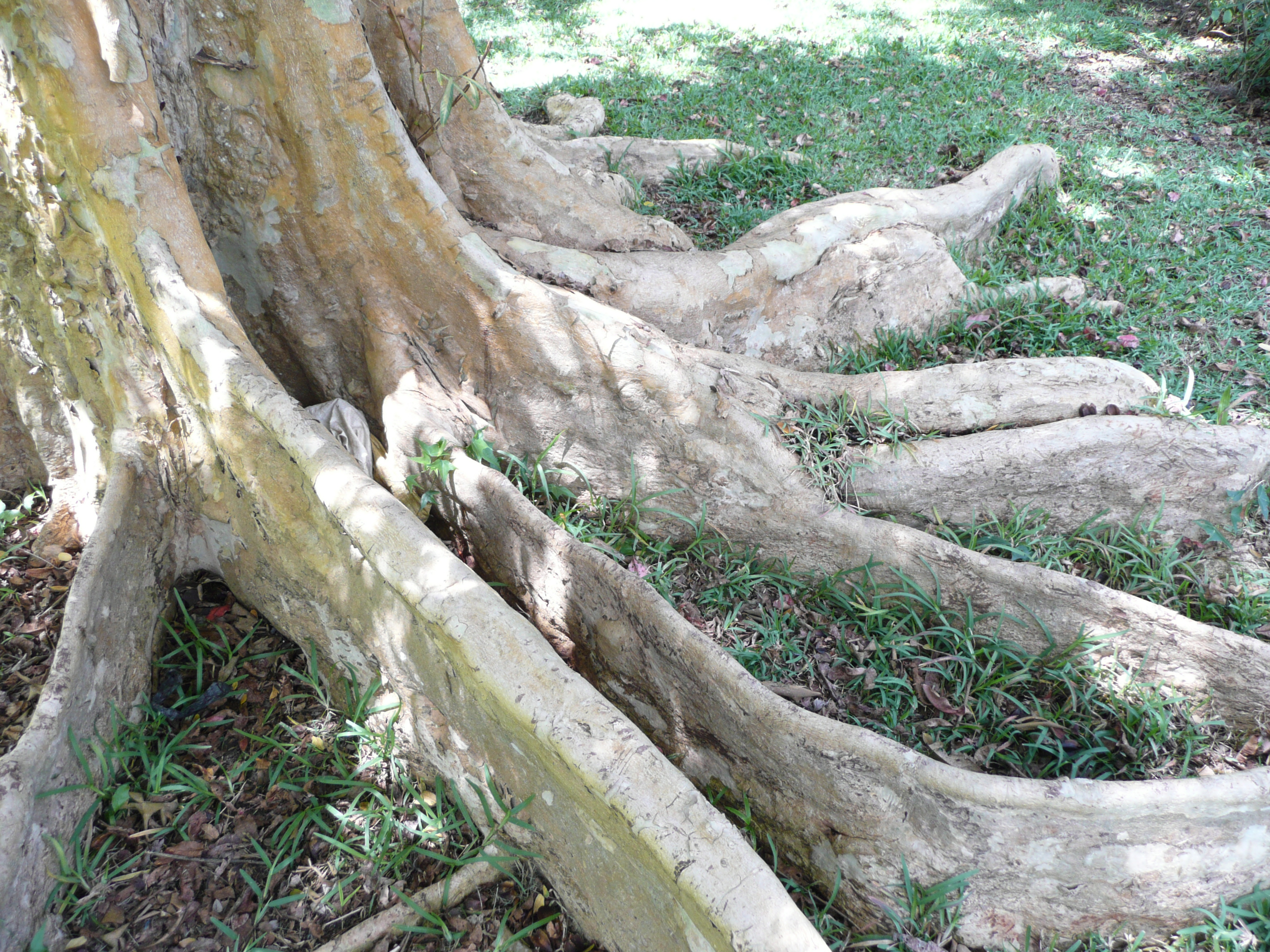
ریشه‌های پایه‌دار درخت ارجون
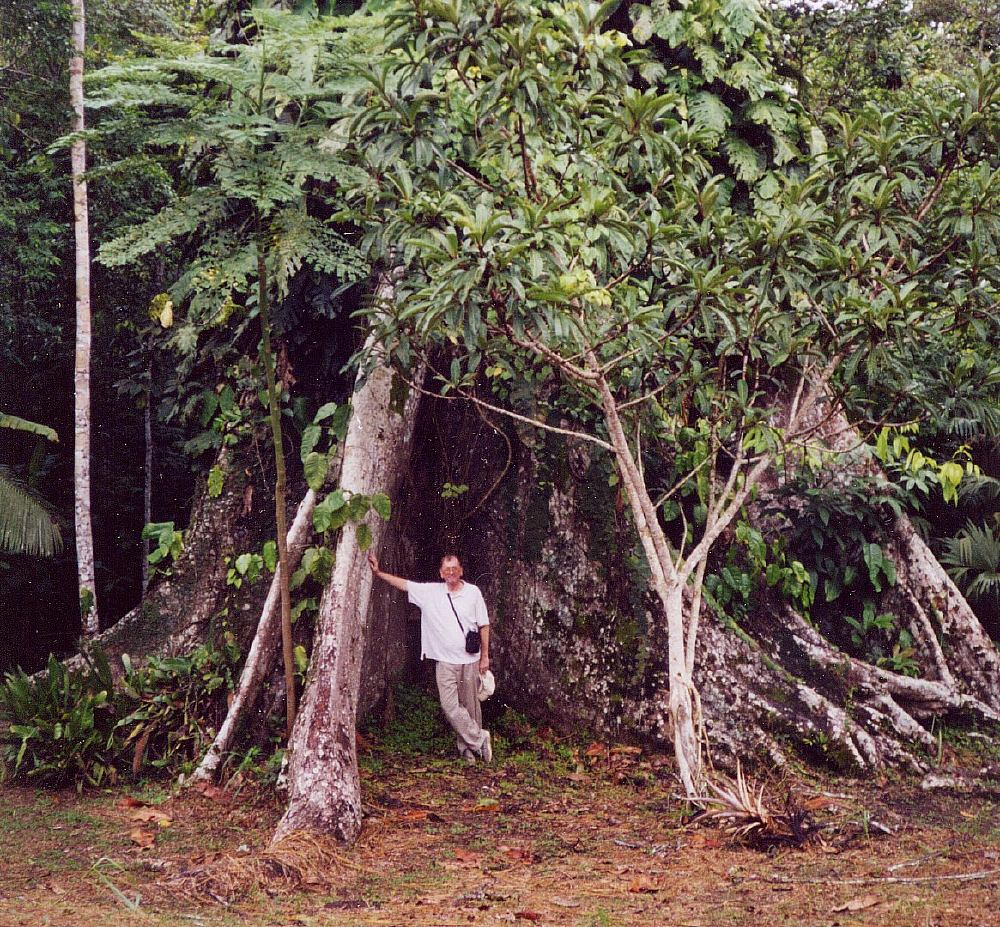
ریشه‌های تکیه‌گاه درخت کاپوک بسیار بزرگ در نزدیکی ساحل رودخانه آمازون، نزدیک به ایکیتوس، پرو